# جی. بروس ایسمی
ژوزف بروس ایسمی (به انگلیسی: Joseph Bruce Ismay) تاجر اهل انگلستان و مدیرعامل شرکت وایت استار لاین بود. وی در سال ۱۹۱۲ ایده طراحی کشتی تایتانیک را به توماس اندروز داد. وی در کشتی نیز حضور داشت اما زمانیکه متوجه غرق شدن کشتی شد با یکی از قایق‌هایی که مخصوص زنان و کودکان بود، محل را ترک کرد که باعث انتقادات بسیاری از او شد. او پس از ۲۵ سال از حادثه تایتانیک بر اثر حمله قلبی در گذشت.